# Ранко Жеравица
Ранко Жеравица (Драгутиново, 17. новембар 1929 — Београд, 29. октобар 2015) био је југословенски и српски кошаркашки тренер.
Њему у част хала спортова на Новом Београду носи име Ранко Жеравица.

## Биографија
Тренерским послом почео да се бави почетком 50-их, у време када је завршавао играчку каријеру. Све до 1966. године радио је као тренер мушких и женских селекција у београдском Радничком, а од 1960. године постаје професионални тренер у КСЈ. У наредних 20-так година са великим успехом у неколико наврата водио је мушку кошаркашку репрезентацију Југославије до најсветлијих трофеја.
Паралелно са радом у репрезентацији, Жеравица је пресудно утицао на велики „бум“ Партизана почетком 70-их година, када је селектирао тим предвођен Далипагићем и Кићановићем, који је током наредних 10-так година освојио многе трофеје. Био је тренер плавих на трима Олимпијским играма, три Светска првенства и три Европска првенства.
Остаће запамћен и као тренер који је на просторима бивше Југославије са успехом комбиновао америчку и руску школу кошарке. Током 1979. и 1980. године са успехом је водио и репрезентацију Аргентине. Након тога 80-тих година био је први тренер Црвене звезде. Рекордер је Црвене звезде по броју победа као први тренер овог клуба и то са 167 победа на 272 утакмице.
ФИБА је на свом састанку поводом 75-годишњице свог оснивања (18. јуна 1932), објавила списак 20 нових чланова Куће славних ФИБЕ у Алкобендасу у Шпанији. У овој другој групи (прва је примљена 1. марта 2007) која је примљена 12. септембра 2007. године, налазио се и Ранко Жеравица.
Последњих година живота патио је од срчаних проблема. Преминуо је у Београду 29. октобра 2015. године у својој осамдесет и петој години. Сахрањен је у Алеји заслужних грађана на београдском Новом гробљу.
Од 10. фебруара 2016. године, Хала Спортова "Нови Београд" носи име Ранка Жеравице. Постхумно је одликован Златном медаљом за изузетне заслуге у области спорта, на свечаности 15. фебруара исте године.
У Новом Милошеву у општини Нови Бечеј јуна 2023. године отворен је музеј посвећен Жеравици.

### Клубови
Тренер београдског Партизана је био од 1971. до 1974. године. Потом одлази у Шпанију где је од 1974. до 1976. био тренер Барселоне. Након тога се враћа у Партизан чији је тренер од 1976. до 1978. године и са којим 1978. осваја Куп Радивоја Кораћа. Потом је био селектор репрезентације Аргентине од 1978. до 1980. године, а упоредо са тим био је тренер и кошаркашког клуба Пула. Након повратка у Београд, Жеравица је од 1980. до 1986. године тренер Црвене звезде, а затим поново одлази у Шпанију где је од 1987. до 1989. године тренер Сарагосе.
Затим је био тренер у Италији где водио екипу Аурора Десио од 1989. до 1990. године. Потом је у сезони 1990/91. седам кола био тренер италијанског Наполија, а исту сезону 1990/91. до краја завршава у Шпанији где води екипу Конзервас Дарока. Од јуна до октобра 1991. био је тренер кошаркашког клуба Слободна Далмација из Сплита, а у сезони 1993/94. био је тренер Јувеказерте.
У сезони 1995/96. поново води Партизан са којим осваја титулу првака државе. Након што је напустио Партизан, Жеравица је поново био тренер Црвене звезде коју је водио током сезоне 1996/97, а задња тренерска дестинација у каријери му је шпанска Сарагоса 2002 чији је тренер био од фебруара до марта 2003. године.

### Репрезентација
Од 1960. до 1965. био је помоћник селектору Александру Николићу, а први тренер репрезентације Југославије постао је 1965. године. Са „плавима“ је освојио Светско првенство 1970. у Љубљани и Олимпијске игре у Москви десет година касније, као и сребрне медаље на Олимпијским играма 1968. у Мексику, Светском првенству 1967. у Уругвају и Европским првенствима у Италији 1969. и Немачкој 1971. У богатој ризници нашла се и бронзана медаља са Светског првенства 1982. у Колумбији.

## Тренерски успеси

### Клупски
- Партизан

Првенство СР Југославије (1): 1995/96.
Куп Радивоја Кораћа (1): 1978.

### Репрезентативни
- Златне медаље

Олимпијске игре 1980. у Москви
Светско првенство 1970. у Љубљани
- Сребрне медаље

Олимпијске игре 1968. у Мексику
Светско првенство 1967. у Уругвају
Европско првенство 1969. у Италији
Европско првенство 1971. у Немачкој
- Бронзана медаља

Светско првенство 1982. у Колумбији